# Cirque d'Archiane
Le cirque d'Archiane est un cirque naturel de montagne situé dans le sud du massif du Vercors et le département de la Drôme. Il entoure le hameau d'Archiane sur la commune de Treschenu-Creyers.
C'est un des principaux accès à la réserve naturelle nationale des hauts plateaux du Vercors, qui englobe toutes les parties hautes du cirque.

## Géographie

### Lieux-dits
- La ferme d'Archiane (784 m) au pied du site et au départ du GR93
- Le plateau de Tussac (1 560 m)
- Le rocher d'Archiane (1 663 m)
- La combe de l'Aubaise (1 415 m)
- Le kairn des Quatre chemins, situé entre la combe de l'Aubaise et la plaine du Roi
- La plaine du Roi, à un peu plus de 1 600 m d'altitude
- Les différents sommets de la montagne de Glandasse

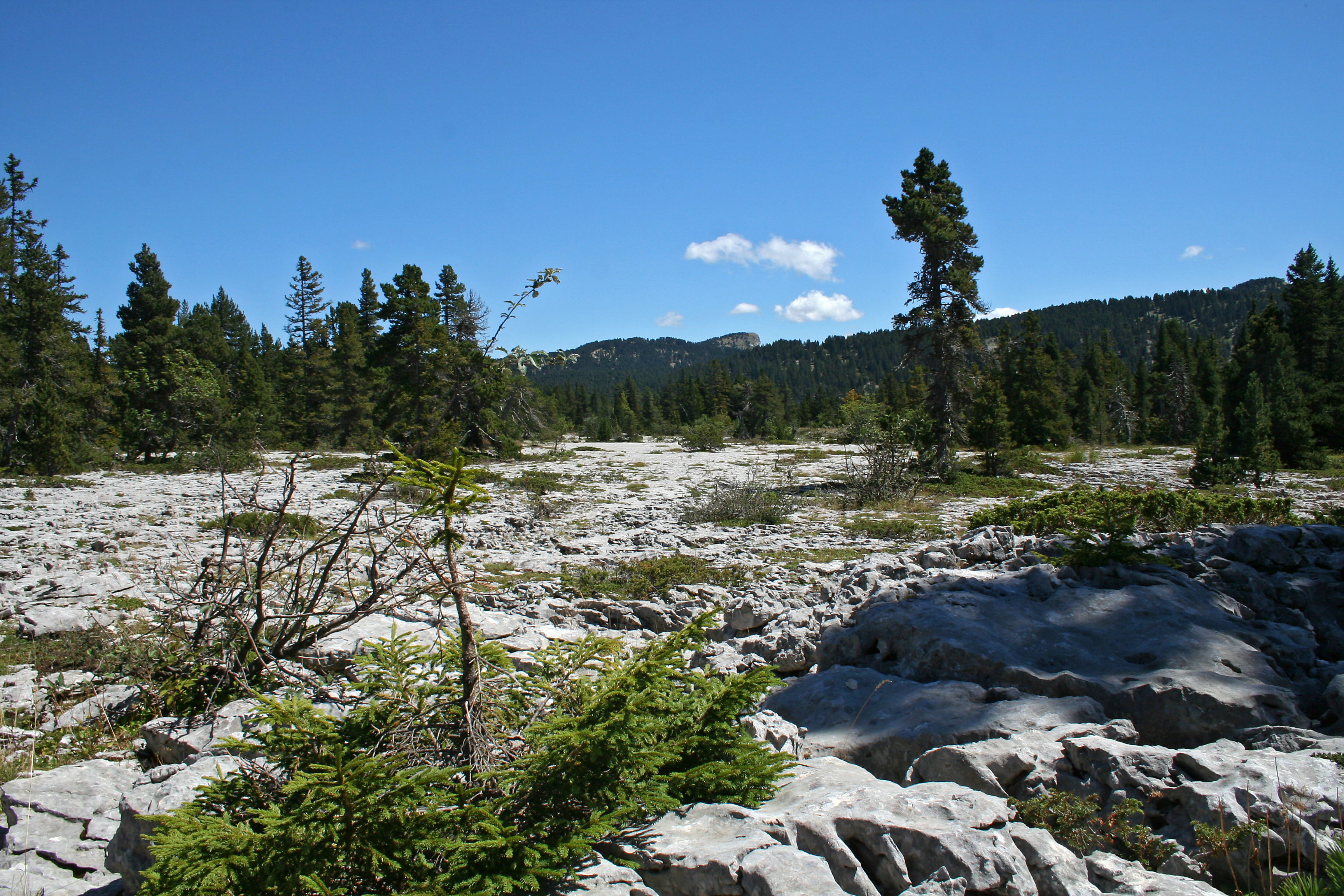
On débouche sur la plaine du Roi en remontant le cirque.
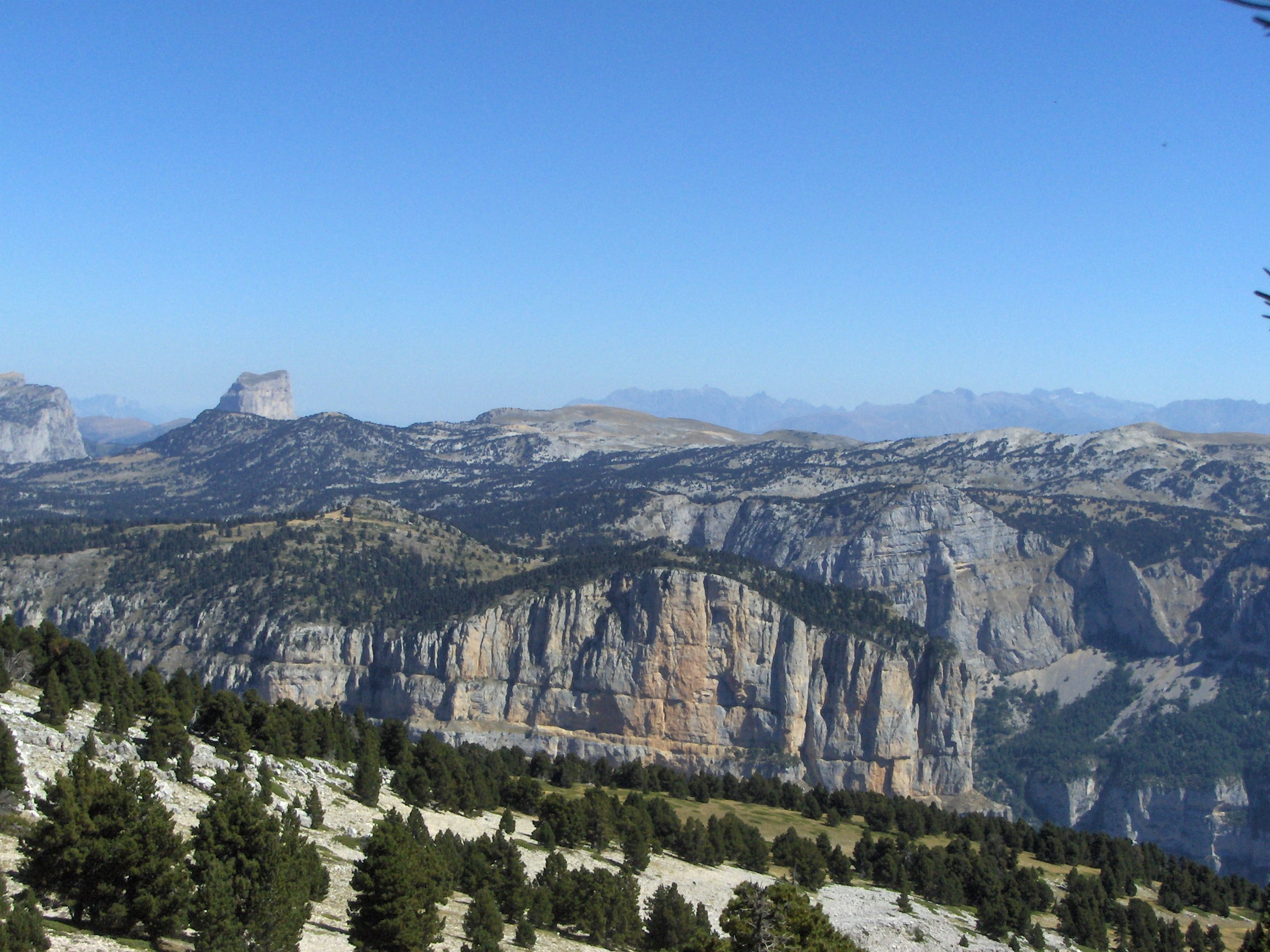
Du plateau du Glandasse, vue sur le cirque d'Archiane, la tête du Petit Jardin et au loin le mont Aiguille.
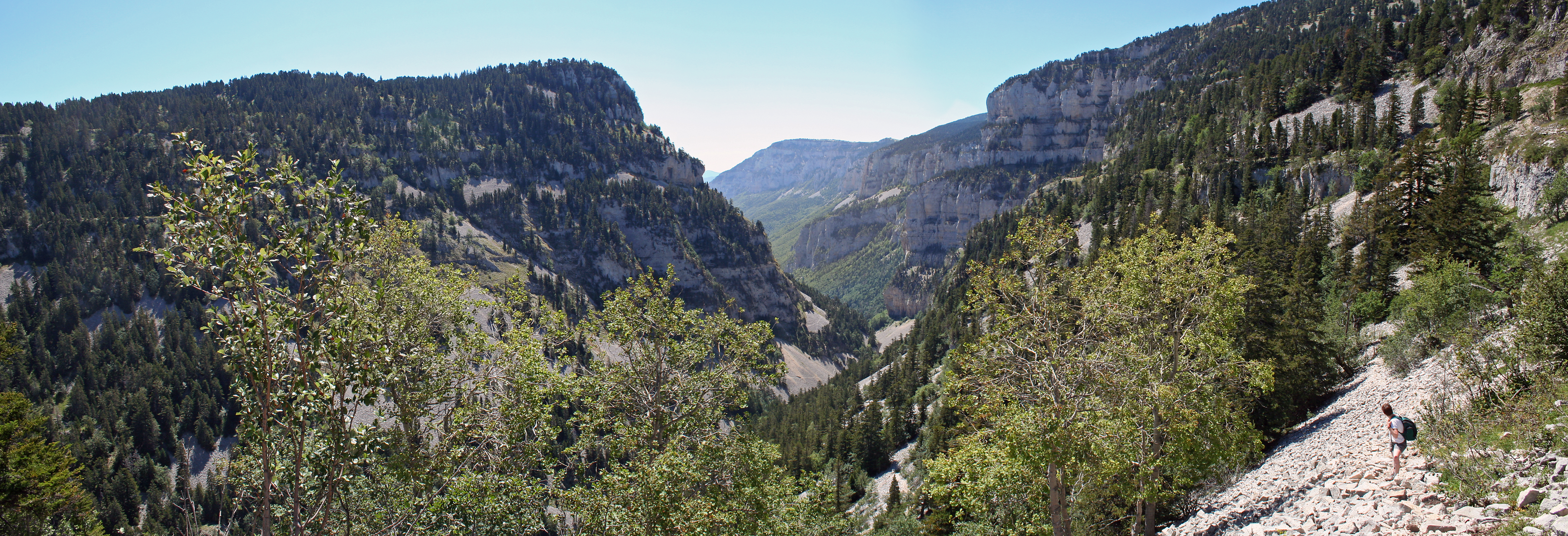
Combe de l'Aubaise.

### Géologie
Le cirque d'érosion karstique d'Archiane a été formé par l'effondrement puis le déblaiement d'un réseau karstique, du sud vers le nord. L'inventaire national du patrimoine naturel définit ce phénomène de sédimentation comme les « escarpements urgoniens du Cirque d'Archiane : passage plateforme-bassin en Vercors méridional ».

### Hydrologie
Les sources d'Archiane alimentent une pisciculture et ont un débit d'étiage compris entre 200 l/s et 300 l/s. Les grottes de Tounières ou Cuves d'Archiane servent de trop plein. L'origine des eaux est à chercher sur le plateau du Vercors entre la faille de Cléry et le cirque d'Archiane. Une coloration en mai 2009, réalisée à la grotte du Pas de l'Aiguille44° 48′ 33″ N, 5° 30′ 41″ E, est ressortie aux sources d'Archiane44° 44′ 46″ N, 5° 30′ 23″ E.

### Faune
En 1989 et 1990, des Bouquetins des Alpes ont été réintroduits. On y compte également des Marmottes des Alpes sur la plaine du Roi et des Chamois.

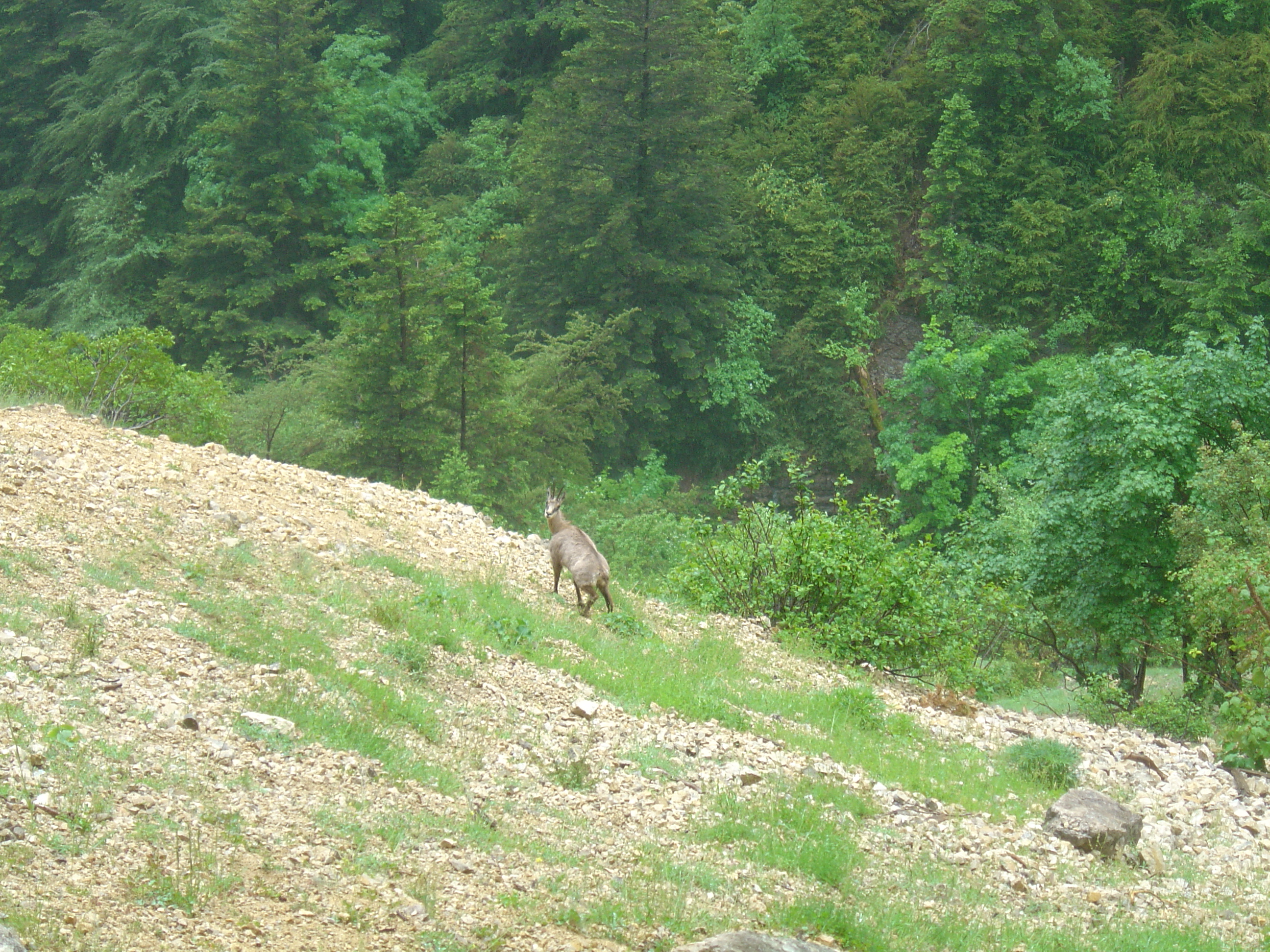
Chamois dans la combe de l'Aubaise.
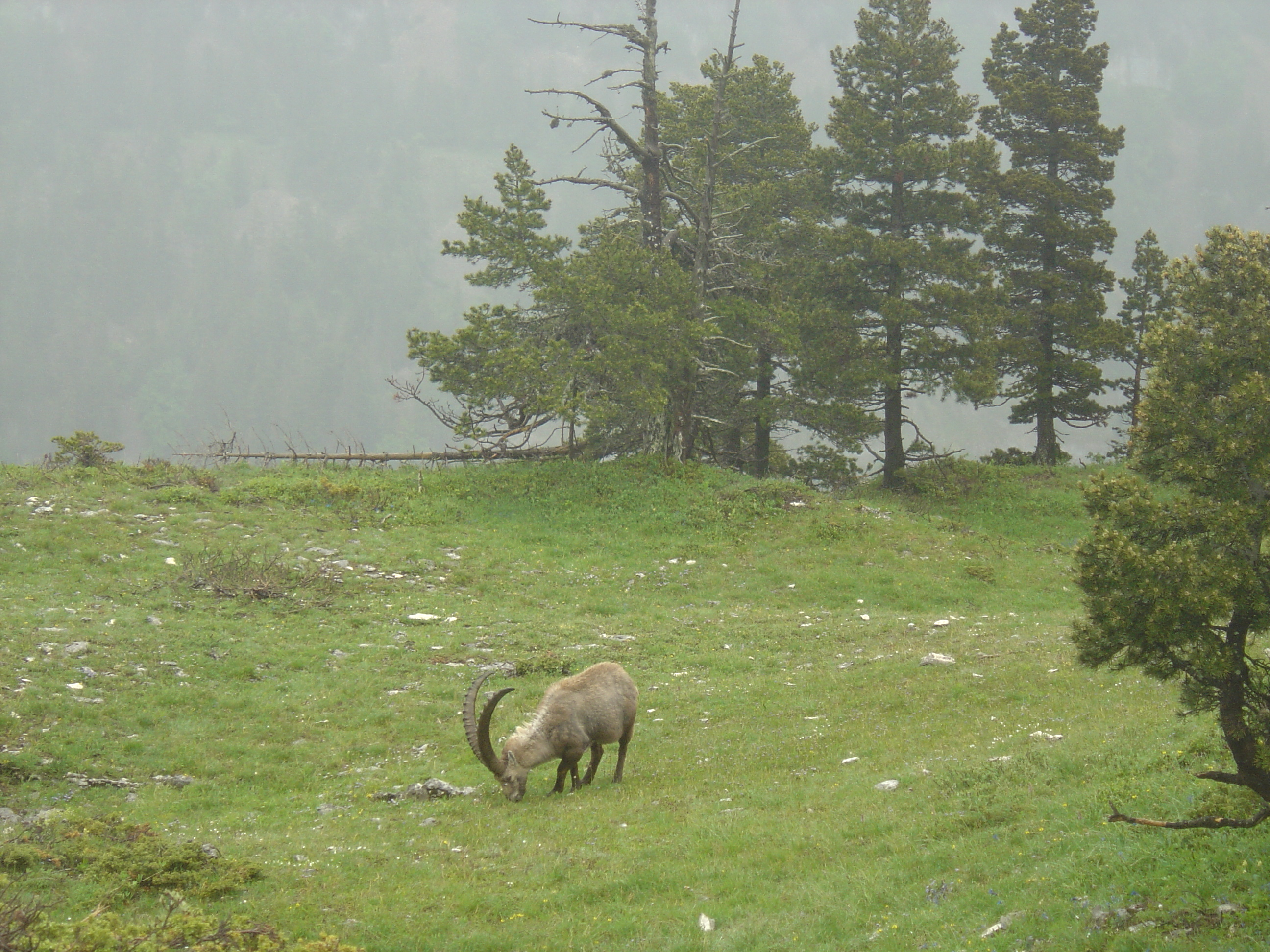
Bouquetin au-dessus de la plaine du Roi.

Le cirque d'Archiane est occupé par la principale colonie de Vautour fauve du Vercors, réintroduits il y a environ 25 ans. On peut découvrir ces oiseaux en suivant la balade du sentier des vautours, au départ du hameau d'Archiane. D'après les résultats de l'étude Efese menée sur deux territoires — parc naturel régional du Vercors et parc naturel régional des Baronnies provençales —, « la réintroduction des vautours fauves permet l’élimination de près de 200 tonnes par an d’animaux domestiques morts à l’échelle de la zone d’étude. » Le 16 juin 2010, trois petits Gypaètes barbus y ont été réintroduits. Ce programme est toujours en cours en 2023 et une première ponte a été constatée en 2022,.

## Activités

### Sport
En dehors de la randonnée sur le GR93, les falaises qui entourent le site sont prisées par les grimpeurs. Une charte issue du partenariat « grimpeurs-naturalistes-Parc du Vercors » a élaboré des recommandations afin de ne pas perturber les vautours qui vivent et nidifient sur le site.

### Protection environnementale
Le cirque d'Archiane se situe dans le Parc naturel régional du Vercors et plus particulièrement dans la réserve naturelle des Hauts plateaux du Vercors. C'est également un site classé, et une réserve biologique intégrale gérée par l'Office national des forêts occupe le fond du cirque.